# Фишенбах (Рен)
Фишенбах (њем. Fischbach/Rhön) град је у њемачкој савезној држави Тирингија. Једно је од 61 општинског средишта округа Вартбург. Према процјени из 2010. у граду је живјело 577 становника. Посједује регионалну шифру (AGS) 16063026.

## Географски и демографски подаци
Фишенбах се налази у савезној држави Тирингија у округу Вартбург. Град се налази на надморској висини од 410 метара. Површина општине износи 7,0 km². У самом граду је, према процјени из 2010. године, живјело 577 становника. Просјечна густина становништва износи 82 становника/km².